# Pinggu
Pinggu (chinesisch 平谷區 / 平谷区, Pinyin Pínggǔ Qū) ist ein Stadtbezirk im Osten der chinesischen Hauptstadt Peking. Der Kreis Pinggu existierte bis 2001. Der Bezirk umfasst eine Fläche von 948 km², hat 457.313 Einwohner (Stand: Zensus 2020) und grenzt östlich an die Hafenmetropole Tianjin. Bei Volkszählungen wurden 1990 in Pinggu 386.234 Einwohner gezählt, 396.701 im Jahr 2000, und 415.958 im Jahr 2010. Pinggu ist vorwiegend landwirtschaftlich geprägt und hat für den Pfirsichanbau regionale Bedeutung.

## Administrative Gliederung
Auf Gemeindeebene setzt sich der Stadtbezirk aus zwei Straßenvierteln, vierzehn Großgemeinden und zwei Gemeinden zusammen. Diese sind:
- Straßenviertel Binhe 滨河街道;
- Straßenviertel Xinggu 兴谷街道;
- Großgemeinde Donggaocun 东高村镇;
- Großgemeinde shandongzhuang 山东庄镇;
- Großgemeinde Nandule 南独乐河镇;
- Großgemeinde Dahuashan 大华山镇;
- Großgemeinde Xiagezhuang 夏各庄镇;
- Großgemeinde Machangying 马昌营镇;
- Großgemeinde Wangxinzhuang 王辛庄镇;
- Großgemeinde Daxingzhuang 大兴庄镇;
- Großgemeinde Liujiadian 刘家店镇;
- Großgemeinde Zhenluoying 镇罗营镇;
- Gebietsbüro Yuyang 渔阳地区;
- Gebietsbüro Yukou 峪口地区;
- Gebietsbüro Mafangchi 马坊地镇区;
- Gebietsbüro Jinhaihu 金海湖地区;
- Gemeinde Xiongerzhai 熊儿寨乡;
- Gemeinde Huangsongyu 黄松峪乡.

## Partnerstädte
- Dongjak-gu, Seoul, Südkorea
- Llíria, Valencia, Spain